# Camassia
Camassia é um género botânico pertencente à família agavaceae.